# Solanum leucandrum
Solanum leucandrum là loài thực vật có hoa trong họ Cà. Loài này được Whalen miêu tả khoa học đầu tiên năm 1976.